# Satteins
Satteins ist eine Gemeinde in Österreich in Vorarlberg im Bezirk Feldkirch mit 2799 Einwohnern (Stand 1. Jänner 2025).

## Geografie
Satteins liegt im westlichsten Bundesland Österreichs, Vorarlberg, im Walgau. Der Ort befindet sich auf 496 Meter Höhe am Fuß des Walserkamms. Die Südwestegrenze der Gemeinde bildet die Ill, die in 480 Meter  Seehöhe fließt. Nach Nordosten steigt das Land an, die höchste Erhebung ist der Muttkopf mit 1594 Meter.
Die Gemeinde hat eine Fläche von 12,70 Quadratkilometer. Davon sind 36 Prozent landwirtschaftliche Nutzfläche, 47 Prozent der Fläche sind bewaldet.
Es existieren keine weiteren Katastralgemeinden in Satteins.

### Nachbargemeinden
| Rankweil | Übersaxen                                   | Dünserberg |
| Göfis    | Kompassrose, die auf Nachbargemeinden zeigt | Düns Röns  |
| Frastanz | Nenzing (BZ)                                | Schlins    |

## Geschichte
Die Habsburger regierten die Orte im heutigen Vorarlberg wechselnd von Tirol und Vorderösterreich aus. Von 1805 bis 1814 gehörte der Ort zu Bayern, dann wieder zum Kaiserthum Österreich.
Das Gemeindegebiet von Satteins war infolge der geographischen und klimatischen Lage schon vor Christi Geburt besiedelt. Einige Funde deuten darauf hin, dass die Siedlung auf der Vatlära aus der Urnenfelderzeit (1200–800 v. Chr.) stammt. An der einstigen Römerstraße, die durch Satteins führte, stand ein römisches Landhaus, eine Porticusvilla. Das im Jahre 1920 entdeckte Gebäude wurde im ersten Jahrhundert n. Christus erbaut und im dritten Jahrhundert durch die Alemannen zerstört.
Der Name Satteins wird erstmals um das Jahr 843 im rätischen Urbar als Sataginis urkundlich erwähnt. Diese Bezeichnung ist auf einen keltischen oder illyrischen Namen in der Form von Satagines zurückzuführen. Im Jahre 1255 hieß es Satains.
Im späten Mittelalter unterstanden die Bewohner von Satteins den Rittern von Schwarzenhorn, deren Herren waren die Grafen von Montfort in Feldkirch. Die Ritter von Schwarzenhorn hatten oberhalb des Dorfes eine Burg errichtet, die in den Wirren der Appenzellerkriege anno 1405 zerstört und nicht mehr aufgebaut wurde. Die Pest wütete in Satteins erstmals um die Mitte des 14. Jahrhunderts. Das zweite Mal in den Jahren 1628 bis 1630 fielen der Seuche rund 200 Menschen zum Opfer.
Kirchlich gehörte die Pfarre bis zum Jahre 1808 zum Bistum Chur und ab 1819 definitiv zu Brixen, nach dem 1. Weltkrieg zur Apostolischen Administratur Innsbruck und seit 1968 zur Diözese Feldkirch.

### 19. Jahrhundert
Zum österreichischen Kronland Vorarlberg gehörte Satteins seit der Gründung 1861. Im 19. Jahrhundert veränderte sich Satteins vor allem durch den Dorfbrand vom 28. Februar 1870, bei dem 52 Häuser abbrannten. Am meisten wandelte sich das Siedlungsbild seit dem Zweiten Weltkrieg. Der Ort war 1945 bis 1955 Teil der französischen Besatzungszone in Österreich. Zwischen 1945 und 1991 hat sich die Wohnbevölkerung verdoppelt, die Ausdehnung des Siedlungsgebietes etwa verdreifacht. In früheren Jahrhunderten lebte in Satteins eine rein bäuerliche Bevölkerung, wobei bis Ende des letzten Jahrhunderts auch der Weinbau eine relativ große Rolle spielte.
Da es in Satteins keine größeren Arbeitsplatzangebote gibt, sind viele Satteinserinnen und Satteinser gezwungen, auswärts ihre Arbeit zu suchen. Besonders viele, die nach auswärts pendeln müssen, haben im Fürstentum Liechtenstein ihren Arbeitsplatz. In Satteins sind auch einigen Einrichtungen des Sprengels Jagdberg, dem die Gemeinden Satteins, Schlins, Röns, Schnifis, Düns und Dünserberg angehören, untergebracht.
Anfang der 1970er Jahre wurde in Satteins die Hauptschule errichtet, die von ca. 400 Schülern der Jagdberggemeinden und der Gemeinde Göfis besucht werden. Seit dem Jahre 1985 ist in Satteins die Abwasserreinigungsanlage des Abwasserverbandes Region Walgau in Betrieb.
Das Gemeindeamt war seit dem Bau der Volksschule im Jahre 1908 in deren Räumlichkeiten untergebracht. Im Oktober 1998 konnte die Gemeindeverwaltung dann die neu errichteten Verwaltungsräumlichkeiten im ehemaligen Gasthaus Schäfle beziehen. In den Jahren 1997/98 wurde ein überregionales Alters- und Pflegeheim erbaut, das rund 35 pflegebedürftigen älteren Mitmenschen ein Zuhause bietet.

### Bevölkerungsentwicklung
Der Ausländeranteil lag Ende 2002 bei 6,2 Prozent.
War von 1981 bis 1991 die Wanderungsbilanz noch negativ (−48), so sind seither sowohl Wanderungsbilanz als auch Geburtenbilanz positiv.

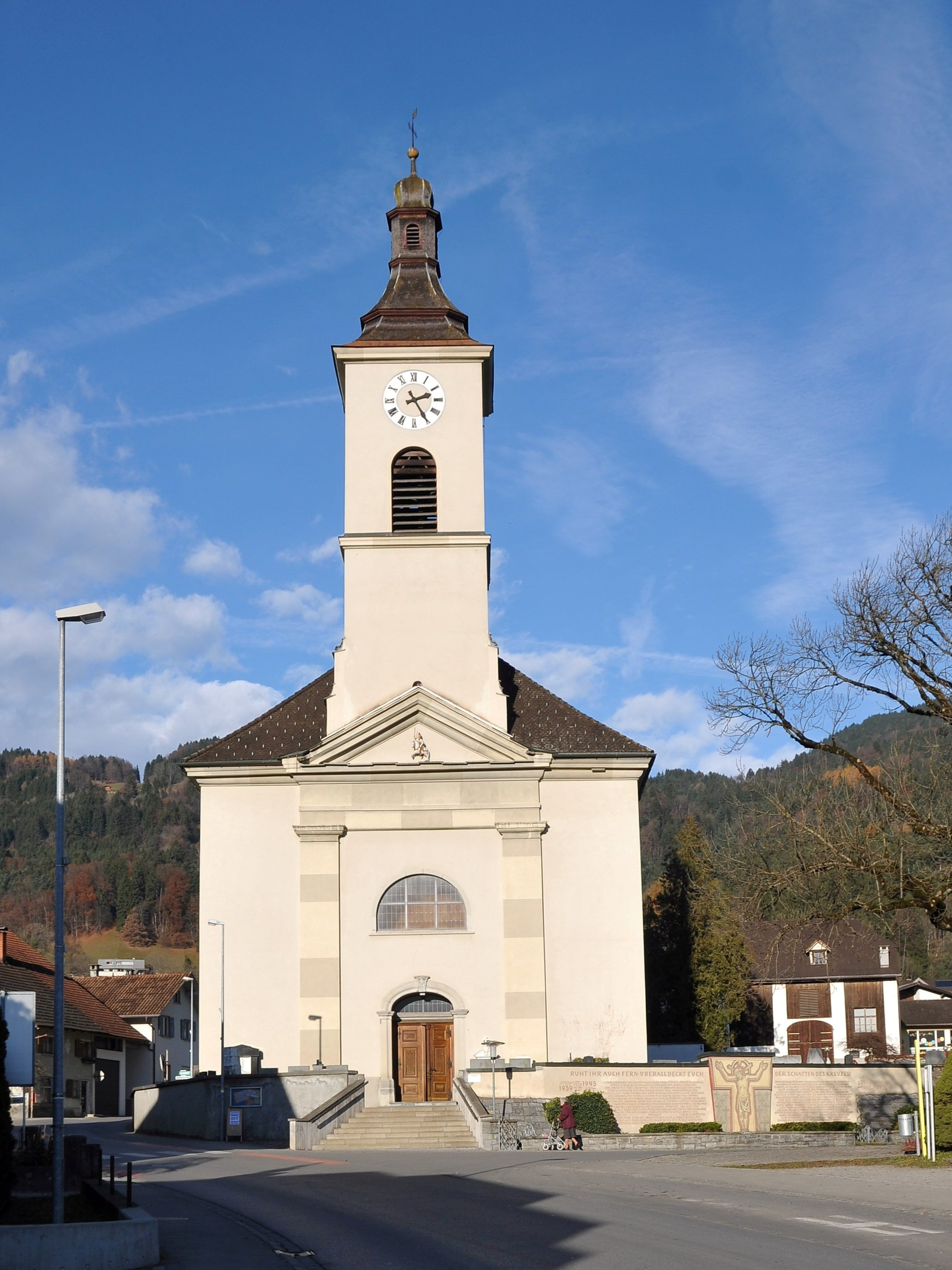
Pfarrkirche

## Kultur und Sehenswürdigkeiten
- Ein Teil der noch bestehenden Mauern der Burg Schwarzenhorn wurde abgerissen und das Material für den Bau der Pfarrkirche verwendet. Derzeit ist noch die nördliche Wand des ehemaligen Burgfriedes erhalten.
- Die heutige Pfarrkirche hl. Georg wurde im Stil des Spätklassizismus erbaut. Dass die Kirche von Alois Negrelli, dem Planer des Suezkanals erbaut worden sei, ist allerdings nicht wahr.
- An die Pestzeiten des 14. Jahrhunderts erinnert die Sebastianskapelle, auch Pestkapelle genannt, die im Jahre 1349 erbaut wurde. Diese Kapelle ist durch den gotischen Flügelaltar und durch die Wandmalereien von großem historischem Wert.
- Kapellenbildstock Hauptmannsbild an der Walgaustraße (L 54) mit einem Keramikkreuz mit Christus im Halbrelief von Maler und Bildhauer Reinhard Welte.

## Wirtschaft und Infrastruktur
Im Jahr 2010 gab es in Satteins 34 land- und forstwirtschaftliche Betriebe, zwölf davon Haupterwerbsbetriebe. Im Jahr 2011 waren in der Gemeinde 38 Betriebe im sekundären Sektor (Herstellung von Waren und Bau), sowie 107 Betriebe im tertiären Sektor, vor allem im Handel, freiberufliche Dienstleistungen und soziale und öffentliche Dienste. Die Betriebe im sekundären Sektor beschäftigten 142, die im tertiären Sektor 465 Personen.

### Bildung
In Satteins gibt es einen Kindergarten, eine Volksschule und eine Sportmittelschule. Im Jahr 2011 waren 386 Schüler am Schulort, davon 121 in der Volksschule und 299 in der Sportmittelschule. Im Schuljahr 2020/21 besuchten 109 Schüler eine Volksschule und 283 eine Mittelschule in Satteins.

## Politik

### Gemeindevertretung

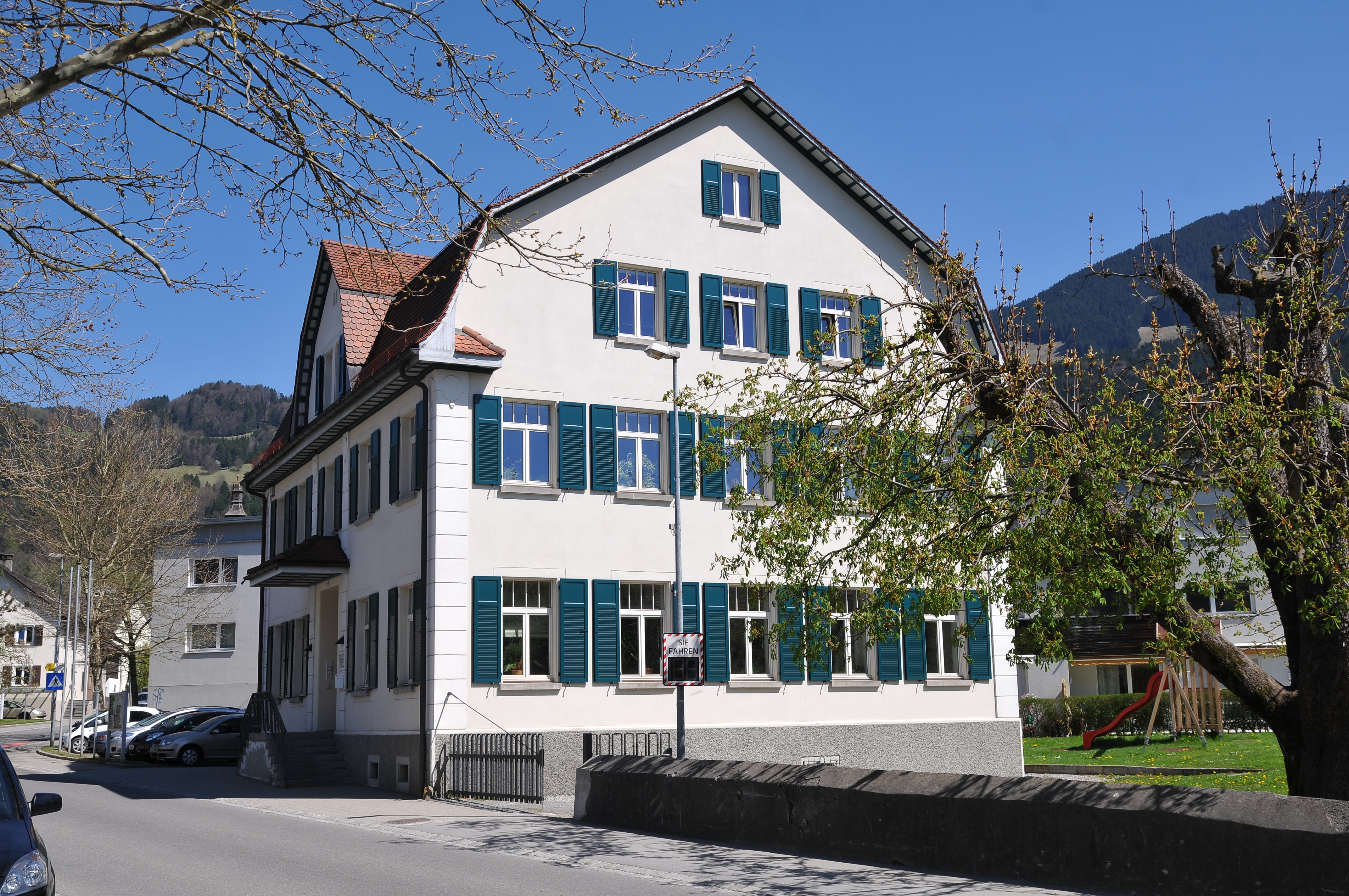
Gemeindeamt

In Vorarlberg wählen die Bürger alle fünf Jahre die Mitglieder der Gemeindevertretung durch Ankreuzen eines Listen-Wahlvorschlages bzw. durch Mehrheitswahl wenn kein Listenvorschlag vorliegt. Weiters den Bürgermeister durch Ankreuzen eines Wahlvorschlages.
Die Gemeindevertretung wählt in der konstituierenden Sitzung aus ihrer Mitte – sofern keine Wahl durch die Bürger zustande kam – gemäß § 61 Gemeindegesetz einen Bürgermeister und dann einen mindestens dreiköpfigen Gemeindevorstand. Die Zahl dieser „Gemeinderäte“ darf aber gemäß § 55 den vierten Teil der Zahl der Gemeindevertreter nicht übersteigen.
Der Bürgermeister führt den Vorsitz bei den generell öffentlichen Sitzungen der Gemeindevertretung, in denen kommunale Belange besprochen und Beschlüsse gefasst werden. Beobachter haben kein Mitspracherecht und kein Stimmrecht. Die Gemeindevertretung kann nach Bedarf Ausschüsse bestellen. Sitzungen des Gemeindevorstandes und der Ausschüsse sind nicht öffentlich.

#### Sitzverteilung nach den Wahlen
- Gemeindevertretungswahlen 1985: FPÖ 11, ÖVP 8, SPÖ 2.[12]
- Gemeindevertretungswahlen 1990: FPÖ 14, ÖVP 5, SPÖ 2.[13]
- Gemeindevertretungswahlen 1995: Freiheitliche 10, ÖVP 8, SPÖ 3.[14]
- Gemeindevertretungswahlen 2000: ÖVP 9, Freiheitliche 8, SPÖ 4.[15]
- Gemeindevertretungswahlen 2005: ÖVP 10, Freiheitliche 7, SPÖ 4.[16]
- Gemeindevertretungswahlen 2010: ÖVP 16, Freiheitliche 3, SPÖ 2.[17]
- Gemeindevertretungswahlen 2015: Satteinser Dorfteam 15, Freiheitliche 4, Grünes Satteins 4, SPÖ 1.[18]
- Gemeindevertretungswahlen 2020: Satteinser Dorfteam 12, Freiheitliche 6, Grünes Satteins 6.[19]
- Gemeindevertretungswahlen 2025: Gemeinsam für Satteins 24.[20]

### Bürgermeister
- 1945–1947 Karl Weber[21]
- 1947–1948 Herbert Lins[21]
- 1948–1950 Albert Getzner[21]
- 1950–1965 Josef Rauch[21]
- 1965–1975 Anton Lins[21]
- 1975–1988 Karl Mündle[21]
- 1988–2000 Albert Burtscher[21]
- 2000–2009 Siegfried Lang[21][22]
- 2009–2020 Anton Metzler (ÖVP)[22]
- 2020–2022 Gert Mayer (Satteinser Dorfteam)[23][24]
- seit 2022 Andreas Dobler (FPÖ)[25][26]

### Wappen
Folgendes Wappen wurde der Gemeinde 1929 verliehen: In einem roten Schilde drei Kugeln, zwei über einer; jede der beiden oberen Kugeln ist mit der unteren durch einen Rundstab verbunden; diese Rundstäbe werden in ihrer oberen Hälfte durch einen dritten, quergelegten, Rundstab vereinigt; dies aller silberfarben. Den Schild umgibt eine ornamentierte bronzefarbene Randeinfassung.

### Partnergemeinde
- Ladis in Tirol[28]

## Persönlichkeiten

### Söhne und Töchter der Gemeinde
- Christian Getzner (1782–1848), österreichischer Unternehmer, Pionier in der Textilherstellung und Mitgründer der Getzner Textil AG in Bludenz
- Johann Michael Häusle (1809–1867), Theologe
- Josef Weber (1863–1944), Chemiker
- Jakob Tschavoll (1868–1935), Politiker (CSP) und Landwirt
- Eduard Hosp (1886–1979), Redemptorist und Kirchenhistoriker
- Adolf Hosp (1892–1972), Politiker (CSP) und Elektrotechniker
- Herbert Lins (1896–1969), Politiker (ÖVP)
- Johann August Malin (1902–1942), Widerstandskämpfer
- Martin Häusle (1903–1966), Maler
- Heinrich Morscher (1929–2008), römisch-katholischer Priester
- Guntram Lins (1938–2020), Jurist, war von 1984 bis 1994 Landesrat der Vorarlberger Landesregierung
- Ewald Wiederin (* 1961), Universitätsprofessor für Staats- und Verwaltungsrecht an der Universität Wien

### Mit der Gemeinde verbundene Persönlichkeiten
- Peter Erhart (* 1973), Archivar, Historiker und Ausstellungskurator
- Michael Koschat (* 1974), Abgeordneter zum Vorarlberger Landtag
- Martina Ess (* 1980), Politikerin (ÖVP)